# Robert Macauley
Robert Conover "Bob" Macauley (11 tháng 12 năm 1923 – 26 tháng 12 năm 2010) là một doanh nhân người Mỹ, đã rời bỏ một công ty in ấn để mở tổ chức từ thiện AmeriCares vào năm 1982. Tổ chức này đã cung cấp nhiều tỷ đô la Mỹ để viện trợ người nghèo trong các cuộc khủng hoảng ở nhiều quốc gia trên thế giới. Macauley đã bắt đầu viện trợ các trẻ mồ côi ở Việt Nam Cộng Hoà từ đầu những năm 1970 và mở rộng sang các mục đích nhân đạo sau sự kiện Tai nạn C5 Tân Sơn Nhất vào năm 1975 trong Chiến dịch Di Tản Trẻ Mồ Côi (Operation Babylift) của Chính phủ Hoa Kỳ.

## Tiểu sử
Macauley sinh ngày 11 tháng 12 năm 1923 ở Manhattan và lớn lên ở Greenwich, Connecticut. Ông tham gia học tại Phillips Academy và Đại học Yale, nơi ông ở cùng phòng với George H. W. Bush, tổng thống thứ 41 của Hợp Chúng Quốc Hoa Kỳ. Ông tham gia quân đội và phục vụ ở Bắc Phi trong bộ phận hậu cần của Không quân Mỹ. Sau khi giải ngũ, ông đạt bằng đại học Yale. Ông tham gia công việc kinh doanh của gia đình và thành lập Virginia Fibre Corporation vào năm1972.
Macauley lần đầu tham gia một công tác từ thiện ngay sau khi chuyến bay đầu tiên gặp nạn trong Chiến dịch Di Tản Trẻ Mồ Côi (Operation Babylift) vào đầu tháng 4 năm 1975, trong đó một chiếc máy bay vận tải phản lực Lockheed C-5 Galaxy của Không Lực Hoa Kỳ mang theo trẻ mồ côi Việt Nam Cộng Hoà, đã va chạm khi tiếp đất làm 150 người thiệt mạng và 175 người sống sót. Trong đó, hầu hết là trẻ em trong số  2000 trẻ đang chờ để được di cư sang Mỹ trong những ngày trước khi Sài Gòn thất thủ. Khi nhận thấy cần phải mất nhiều tuần để di tản trẻ mồ côi vì máy bay vận tải quân sự đang bị thiếu, Macauley đã thuê một chiếc Boeing 747 của hãng hàng không Pan American World Airways và thu xếp để 300 trẻ mồ côi rời khỏi Việt Nam. Ông đã thế chấp ngôi nhà của mình để lấy tiền trả cho chuyến bay này.
Macauley thành lập tổ chức từ thiện AmeriCares năm 1982. Một năm sau ông tổ chức vận chuyển hàng hỗ trợ nhân đạo sang Ba Lan theo chỉ thị của Đức Giáo hoàng John Paul II và tổ chức chuyển hàng bằng đường không để cung cấp thuốc men cho nạn nhân của cuộc Nội chiến Liban. Chấp nhận không được trả công, ông nhận vai trò đứng đầu tổ chức từ thiện đến năm 2002, thu thập các đồ từ thiện từ các nhà hảo tâm và chuyển đến những nơi cần đến trên khắp thế giới.
Macauley mất ở tuổi 87 tại nhà riêng ở Florida vào ngày 26 tháng 12 năm 2010 vì bệnh phổi tắc nghẽn mãn tính bên vợ ông Leila, con gái, con trai, con trai riêng và bốn cháu.